# Fredy Perlman
Fredy Perlman (Brno, 20 agosto 1934 – Detroit, 26 luglio 1985) è stato uno scrittore, editore e attivista anarchico ceco naturalizzato statunitense.
La sua opera più famosa, il libro Contro la Storia, contro il Leviatano!, tratta dell'ascesa del dominio dello Stato con una rivisitazione della storia attraverso la metafora hobbesiana del Leviatano. Il libro costituisce la principale fonte di ispirazione per le prospettive di anti-civilizzazione nell'anarchismo contemporaneo. Anche se Perlman detestava ogni ideologia, affermando che l'unico "-ista" che avrebbe accettato era violoncellista, il suo lavoro sia come autore che come editore è stato molto influente sul moderno pensiero anarchico.

## Biografia
Perlman nacque a Brno, nell'ex Cecoslovacchia. Nel 1938 emigrò con i suoi genitori a Cochabamba in Bolivia, subito prima dell'annessione nazista della Cecoslovacchia. La famiglia Perlman andò negli Stati Uniti nel 1945, stabilendosi a Lakeside Park, Kentucky.
Nel 1952 frequentò il college Morehead in Kentucky, e tra il 1953 e il 1955 studiò presso l'Università UCLA. Nel triennio 1956-59 frequentò la Columbia University, dove incontrò la sua futura compagna di vita: Lorraine Nybakken. Iscritto come studente di letteratura inglese, ben presto si dedicò alla filosofia, alle scienze politiche e alla letteratura europea. In questo periodo fu particolarmente influente per la sua formazione il docente Charles Wright Mills.
Al termine del 1959, Perlman e sua moglie iniziarono un viaggio in moto attraverso le campagne americane. Tra il 1959 e il 1963 vissero sulla costa est di Manhattan, poiché Perlman lavorava su un'analisi statistica delle risorse della terra insieme a John Ricklefs. Partecipò a manifestazioni pacifiste con il gruppo del Living Theatre e con altre organizzazioni; fu arrestato per un sit-in a Times Square nell'autunno del 1961. Perlman iniziò a collaborare con il Living Theatre, e in questo periodo scrisse The New Freedom, Corporate Capitalism e una pièce teatrale dal titolo Plunder.
Nel 1963 i due coniugi lasciarono gli Stati Uniti per trasferirsi a Belgrado, dopo aver vissuto qualche mese a Parigi e a Copenaghen. Perlman conseguì il dottorato presso la facoltà di Legge dell'Università di Belgrado; la sua tesi ebbe come titolo: «Condizione per lo sviluppo di una regione arretrata».
Tra il 1966 e il 1969 Perlman insegnò presso la Western Michigan University di Kalamazoo. Nel maggio del 1968 partecipò alle proteste studentesche di Parigi. Tornato in Michigan, collaborò con Roger Gregoire nello scrivere Comitati di Azione di Studenti-Lavoratori, Maggio 68. Dopo aver lasciato l'università, insieme ad altre persone, per lo più studenti, fondò la rivista Black and Red.
Nel gennaio 1969 Perlman completò La Riproduzione della Vita Quotidiana. Durante un viaggio in Europa nella primavera del 1969, trascorse diverse settimane in Jugoslavia e lì scrisse Rivolta nella Jugoslavia Socialista, che fu censurata dalle autorità, che la definirono un complotto della CIA.
Nell'agosto del 1969 si trasferì con la moglie a Detroit, dove scrisse L'Incoerenza dell'Intellettuale e contribui alla traduzione del lavoro di Guy Debord La società dello spettacolo.
Nel 1970 Perlman faceva parte del gruppo che fondò la Detroit Printing Co-op. Nel decennio successivo, le pubblicazioni Black and Red furono stampate lì, insieme ad altri progetti che andavano dai volantini ai giornali ai libri. Per diversi anni, Perlman e la cooperativa furono membri dell'Industrial Workers of the World.
Tra il 1971 e il 1976 lavorò a diversi libri, sia originali che traduzioni, tra cui Manuale per leader rivoluzionari, Lettere di insorti, Storia del movimento machnovista di Pëtr Andreevič Aršinov, La rivoluzione sconosciuta di Volin e Il vagare dell'umanità di Jacques Camatte. Negli stessi anni Perlman cominciò a suonare il violoncello.
Nel 1976 subì un intervento chirurgico al cuore. In seguito contribuì a scrivere ed a mettere in scena Chi è Zerelli?, un lavoro teatrale di critica del sistema sanitario.
Negli anni seguenti Perlman e Lorraine continuarono a viaggiare, sia negli Stati Uniti che all'estero, e diedero il loro contributo alla rivista anti-autoritaria Fifth Estate.
Nel 1983 pubblicò il suo atto d'accusa alla società tecnologica, Contro la Storia, Contro il Leviatano!: secondo Perlman l'umanità e la Terra stanno subendo da millenni un attacco da parte di uno Stato che si basa su un uso distorto della tecnologia. In questo libro vengono anche analizzati alcuni movimenti che l'autore definisce spirituali anarchici come la Rivolta dei Turbanti Gialli nell'antica Cina ed il movimento del Libero Spirito nell'Europa medievale.
Nel 1984 Perlman scrisse un lavoro sul tema del nazionalismo chiamato L'Appello Continuo del Nazionalismo, in cui sostiene che ogni nazionalismo, sia di destra che di sinistra, sia fascista che comunista, sia progressista che conservatore, mira semplicemente al controllo della natura e delle persone, col pericolo di sfociare nell'esproprio di beni altrui, nel razzismo e nel genocidio.
Nel 1985 Perlman scrisse due saggi su Nathaniel Hawthorne, da lui considerato - come Herman Melville e Henry David Thoreau - come un critico della tecnologia e dell'imperialismo.
Il 26 luglio del 1985 Perlman morì a Detroit, dopo un'operazione cardiaca.
Nel 1989 la sua vedova Lorraine Perlman pubblicò una biografia di Fredy, Avere Poco, Essere Molto, con la casa editrice che avevano fondato, la Black and Red.
Lorraine Perlman continua a dirigere la casa editrice a Detroit e contribuisce tuttora alla rivista Fifth Estate.